# Безымянка (приток Среднего Егорлыка)
Безымянка — река в России, протекает по Песчанокопскому и Целинскому районам Ростовской области. Длина реки составляет 18 км, площадь водосборного бассейна 170 км².
Исток реки расположен в пределах села Богородицкое Песчанокопского района. Река течёт в северо-западном направлении среди полей. Устье реки находится в 91 км по правому берегу реки Средний Егорлык у села Лопанка Целинского района.

## Данные водного реестра
По данным государственного водного реестра России относится к Донскому бассейновому округу, водохозяйственный участок реки — Маныч от истока до Пролетарского гидроузла, без рек Калаус и Егорлык, речной подбассейн реки — бассейн притоков Дона ниже впадения Северского Донца. Речной бассейн реки — Дон (российская часть бассейна).
Код объекта в государственном водном реестре — 05010500712107000017337.